# J.League Jikkyou Winning Eleven '97
J.League Jikkyou Winning Eleven '97 (Jリーグ 実況ウイニングイレブン'97) (or World Soccer Winning Eleven 2) is a 1996 Japan-exclusive soccer simulation video game, which was developed and published by Konami for the PlayStation.

## Resumo
O título foi baseado no J.League de 1996, sendo publicado em 22 de novembro, quase duas semanas depois do final daquela temporada. Na época de seu lançamento, J.League Jikkyou Winning Eleven '97 era considerado o jogo de futebol mais realista para o PlayStation ou qualquer outro console. Apresentava narração de Jon Kabira e comentários de Yasutaro Matsuki, um ex - jogador e empresário de futebol japonês .
A temporada de 1996 pode ser incluída na "Idade de Ouro", pois naquela época a J.League estava no auge da popularidade e muitas estrelas simpáticas estavam jogando nela: Guido Buchwald, Uwe Bein, Dragan Stojković, Daniele Massaro, Salvatore Schillaci, Basile Boli, Ivan Hašek, Jorginho, Zinho, Dunga, Edílson, Mazinho Oliveira, Careca, Evair, César Sampaio, Antônio Carlos Zago, Ruy Ramos, Masashi Nakayama, Hiroshi Nanami, Hidetoshi Nakata, entre muitos outros.
Tanto o estilo de jogo quanto o formato da liga (fase dupla com gol da vitória e final no final) eram muito característicos e promoviam um futebol extremamente ofensivo, estiloso e espetacular.
Até dois jogadores podem competir em uma série de jogos que incluem: Exibição, temporada J.League completa, Copa Hyper, partida All-Star e modos de chute de pênalti. Também é possível visualizar o perfil dos jogadores.